# Anolis ibanezi
Espèce
Synonymes
- Dactyloa ibanezi (Poe, Latella, Ryan & Schaad, 2009)

Anolis ibanezi est une espèce de sauriens de la famille des Dactyloidae. 

## Répartition
Cette espèce se rencontre dans l'Ouest du Panamá et au Costa Rica.

## Étymologie
Cette espèce est nommée en l'honneur de Roberto Ibáñez-Díaz.

## Publication originale
- Poe, Latella, Ryan & Schaad, 2009 : A new species of Anolis lizard (Squamata, Iguania) from Panama. Phyllomedusa, vol. 8, no 2, p. 81-87 (texte intégral).